# Lacul Nyos
Lacul Nyos (numit local Lacul Lwi) este un lac de crater situat într-o zonă vulcanică din Camerun, ce se află la o distanță de 322 km NV de Yaoundé. 

## Dezastrul de la Nyos
În 1984, a avut loc o degajare bruscă de dioxid de carbon la Lacul Manoun din Camerun, care a ucis 37 de oameni și a nedumerit știința mult timp. 
Pe 21 august 1986, în jurul orei 21:30, Lacul Nyos a eliberat brusc aproximativ 1,6 milioane de tone de CO2. Gazul s-a scurs spre nord în două văi din apropiere, ucigând oameni și animale la o distanță de până la 27 km de lac. Aproximativ 1.700 de oameni și mii de animale au murit.
Declanșatorul acestei degazări bruște este necunoscut. Majoritatea geologilor suspectează o alunecare de teren, dar unii cred că o mică erupție vulcanică a fost cauza. După dezastru, satele afectate au fost evacuate, iar regiunea a fost declarată zonă restricționată. În 2013, mai existau 12.000 de supraviețuitori ai dezastrelor și descendenții acestora într-un total de șapte tabere de primire. În tabere nu există nicio îngrijire medicală de bază, școli sau alte facilități.